# Bruna Marquezine
Bruna Marquezine, född den 4 augusti 1995 i Rio de Janeiro, Brasilien är en brasiliansk skådespelare.
Marquezine har bland annat medverkat i TV-serierna Em Família från 2014, I Love Paraisópolis från 2015 och Deus Salve o Rei från 2018. 2023 spelar hon en av huvudrollerna i filmen Blue Beetle.

## Filmografi (i urval)
- 2014: Em Família
- 2015: I Love Paraisópolis
- 2018: Deus Salve o Rei
- 2023: Blue Beetle